# Yeoju
Yeoju (여주) este un oraș din provincia Gyeonggi-do, Coreea de Sud, cunoscut pentru producția de orez, cartofi dulci și pepene galben.